# Parafia Chrystusa Króla w Świerklańcu
Parafia Chrystusa Króla — rzymskokatolicka parafia mieszcząca się przy ulicy Kościelnej 33 w Świerklańcu, należąca do dekanatu Żyglin w diecezji gliwickiej.

## Historia parafii
W 1894 roku na terenie Świerklańca powstała kaplica, a sama wieś należała do parafii w Żyglinie. Dnia 1 października 1929 roku odłączone zostają miejscowości: Stare Chechło (dzisiejszy Świerklaniec), Nowe Chechło, Ostrożnicę i Bizję, z których utworzono wspólną kurację. Budowę nowego kościoła parafialnego rozpoczęto 16 października 1929 roku. 
Jeszcze tego samego roku następuje konsekracja kościoła.
W dniu 1 maja 1931 roku zostaje erygowana nowa parafia w Świerklańcu pod wezwaniem Chrystusa Króla. W 1982 roku parafia rozpoczyna renowację zabytkowego kościoła znajdującego się na terenie parku w Świerklańcu, który jest zarazem kościołem filialnym. Poświęcenie odnowionej świątyni następuje w sierpniu 1983 roku. W 1989 roku rozpoczęto budowę obecnego, murowanego kościoła parafialnego. Budowę zakończono w 1994 roku, a poświęcenia dokonał biskup gliwicki Jan Wieczorek.

## Liczebność i zasięg parafii
Do parafii należy 3410 rzymskichkatolików mieszkających w Świerklańcu, przy ulicach:

- 3 Maja,
- Błękitnej,
- Bratków,
- Damrota,
- Domowej,
- Gawędy,
- Głównej,
- Gościnnej,
- Górnej,
- Harcerskiej,
- Kościelnej,
- Kościuszki,
- Krótkiej,
- Łącznej,
- Mazura,
- Miarki,
- Młyńskiej,
- Oświęcimskiej,
- Parkowej,
- Plebiscytowej,
- Polnej,
- Poprzecznej,
- Przyjaciół,
- Przytulnej,
- Sąsiedzkiej,
- Słonecznej,
- Sobieskiego,
- Sosnowej,
- Stabińskiego,
- Stawowej,
- Świerkowej,
- Radzionkowskiej,
- Rodzinnej,
- Rogowej,
- Romantycznej,
- Tarnogórskiej,
- Widokowej,
- Wiosennej,
- Wolności,
- Zuchów,
- Źródlanej

oraz wierni z: Bizji i Ostrożnicy.
Parafia prowadzi od 1929 roku księgi chrztów, natomiast od 1930 roku księgi ślubów i księgi zgonów.

### Przedszkola i szkoły
- Przedszkole Gminne w Świerklańcu,
- Szkoła Podstawowa w Świerklańcu

### Kościół filialny
- Kościół Dobrego Pasterza w Świerklańcu.

### Kaplica i cmentarz
- Kaplica Miłosierdzia Bożego w Świerklańcu.
- przy ulicy 3-go Maja w Świerklańcu znajduje się cmentarz parafialny.

## Duszpasterze

### Proboszczowie parafii
- ks. Jan Madla (1929-1940), zm. 1940 pochowany w Świerklańcu
- ks. Marian Nowak (1940-1946), zm. 25.08.1979 w Menden (diecezja Paderborn - Niemcy)
- ks. Stefan Kawka (1946-1965), zm. 21.03.1971, pochowany w Mikołowie
- ks. Antoni Brzóska (1965-1978), zm. 21.09.1994, pochowany w Rydułtowach-Orłowcu
- ks. Kazimierz Wyciślik (1978-1983), zm. 21.07.1984, pochowany w Rybniku-Zwonowicach
- ks. prał. Józef Bartoszek (1983 - 2009), emeryt rezydujący w par. MB Fatimskiej w Tarnowskich Górach Strzybnicy
- ks. Rafał Szot (2009-nadal)

### Księża pochodzący z parafii
- Ernest Janas OSCam
- Alfred Karch OSCam
- ks. Józef Dombek
- ks. Henryk Bacik
- ks. Piotr Żydek SDS
- ks. Krzysztof Plewnia

## Grupy parafialne
- Ministranci i lektorzy,
- Dzieci Maryi,
- Wspólnota "W Drodze",
- Domowy Kościół,
- Koło Żywego Różańca,
- Grupa AA "Razem",
- Apostolat im. księdza Christophera[2].